# Aschbacherhof (Trippstadt)
Der Weiler Aschbacherhof ist ein Ortsteil der Ortsgemeinde Trippstadt im Landkreis Kaiserslautern (Rheinland-Pfalz).

## Geographie
Der aus nur wenigen Gebäuden bestehende Aschbacherhof liegt südlich von Kaiserslautern und nördlich von Trippstadt im Pfälzerwald in 315 m Höhe auf einem Schwemmsandhügel über der Talaue des Aschbachs. Dieser fließt etwa 100 m nördlich des Gebäudeensembles vorbei, das unter Denkmalschutz steht.
Über Jahrhunderte war der Talboden mit Wasser bedeckt. Es wurde in Weihern gefasst, die der Fischzucht dienten. Heute ist das Tal weitgehend trockengelegt.

## Geschichte
Urkundlich ist die Siedlung als „Aspach“ 1215 zum ersten Mal erwähnt. Sie bildete den Pfarrsitz der Herrschaft Wilenstein in der Grafschaft Falkenstein, deren Burg Wilenstein gut 4 km südlich als teilrestaurierte Ruine oberhalb des Karlstals bei Trippstadt erhalten ist.
Die Herren von Flersheim als spätere Eigentümer der Siedlung ließen 1566 die sogenannten Herrenhäuser erbauen, welche durch ihre Renaissanceportale mit Wappen und Jahreszahl gut zu identifizieren sind. Die Allianzwappen von Flersheim und Sturmfeder von Oppenweiler belegen, dass die Portale auf das Ehepaar Friedrich von Flersheim († 1575) und Amalia Sturmfeder von Oppenweiler zurückgehen. Friedrich von Flersheim war der Nachcousin des Speyerer Bischofs Philipp von Flersheim, der seinerseits mit dem rebellischen Ritter Franz von Sickingen verschwägert war.
Der Hof gehörte Ende des 18. Jhs. zum Besitz des Grafen und preußischen Premierministers Johann Kasimir Kolb von Wartenberg (1643–1712) aus einem niederpfälzischen Adelsgeschlecht; die Kinder seiner Frau, Catharina von Wartenberg, die sie aus erster Ehe mitbrachte, wurden zu „von Aßbach“ bzw. „Aschbach“ geadelt.
Durch Kauf gelangte der Aschbacherhof 1719 an den kurpfälzischen Oberstjägermeister Freiherr Ludwig Anton von Hacke (1682–1752); im Besitz seiner auf Schloss Trippstadt residierenden Familie blieb der Weiler bis zum Ende der Feudalzeit. Im Zuge der Französischen Revolution wurden der Hof und die dazugehörigen Grundstücke versteigert. Seither stehen sie in wechselndem Privateigentum. 1816, ein Jahr nach dem Wiener Kongress, gelangte der Hof wie die gesamte Pfalz ans Königreich Bayern.

## Verkehr
Nördlich und östlich des Aschbacherhofs führt die Landesstraße 503 vorbei, die Kaiserslautern mit Johanniskreuz verbindet. Zum 7 km entfernten Hauptbahnhof Kaiserslautern besteht eine Busverbindung.